# Долина (Ковельський район)
Доли́на — село в Україні, у Ратнівській селищній громаді Ковельського району Волинської області. Населення становить 161 осіб.

## Історія
У 1906 році фільварок Великоглушанської волості Ковельського повіту Волинської губернії. Відстань від повітового міста 62 верст, від волості 18. Дворів 1, мешканців 10.
12 червня 2020 року, відповідно до розпорядження Кабінету Міністрів України № 708-р «Про визначення адміністративних центрів та затвердження територій територіальних громад Волинської області», увійшло до складу Ратнівської селищної територіальної громади.
19 липня 2020 року, в результаті адміністративно-територіальної реформи та ліквідації Ратнівського району, село увійшло до новоутвореного Ковельського району.

## Населення
Згідно з переписом УРСР 1989 року чисельність наявного населення села становила 163 особи, з яких 87 чоловіків та 76 жінок.
За переписом населення України 2001 року в селі мешкала 161 особа.

### Мова
Розподіл населення за рідною мовою за даними перепису 2001 року:
| Мова       | Відсоток |
| ---------- | -------- |
| українська | 96,27 %  |
| білоруська | 3,11 %   |
| російська  | 0,62 %   |